# Pfaffenhofen an der Glonn
Pfaffenhofen an der Glonn (ufficialmente Pfaffenhofen a.d.Glonn) è un comune tedesco di 1 772 abitanti, situato nel land della Baviera.

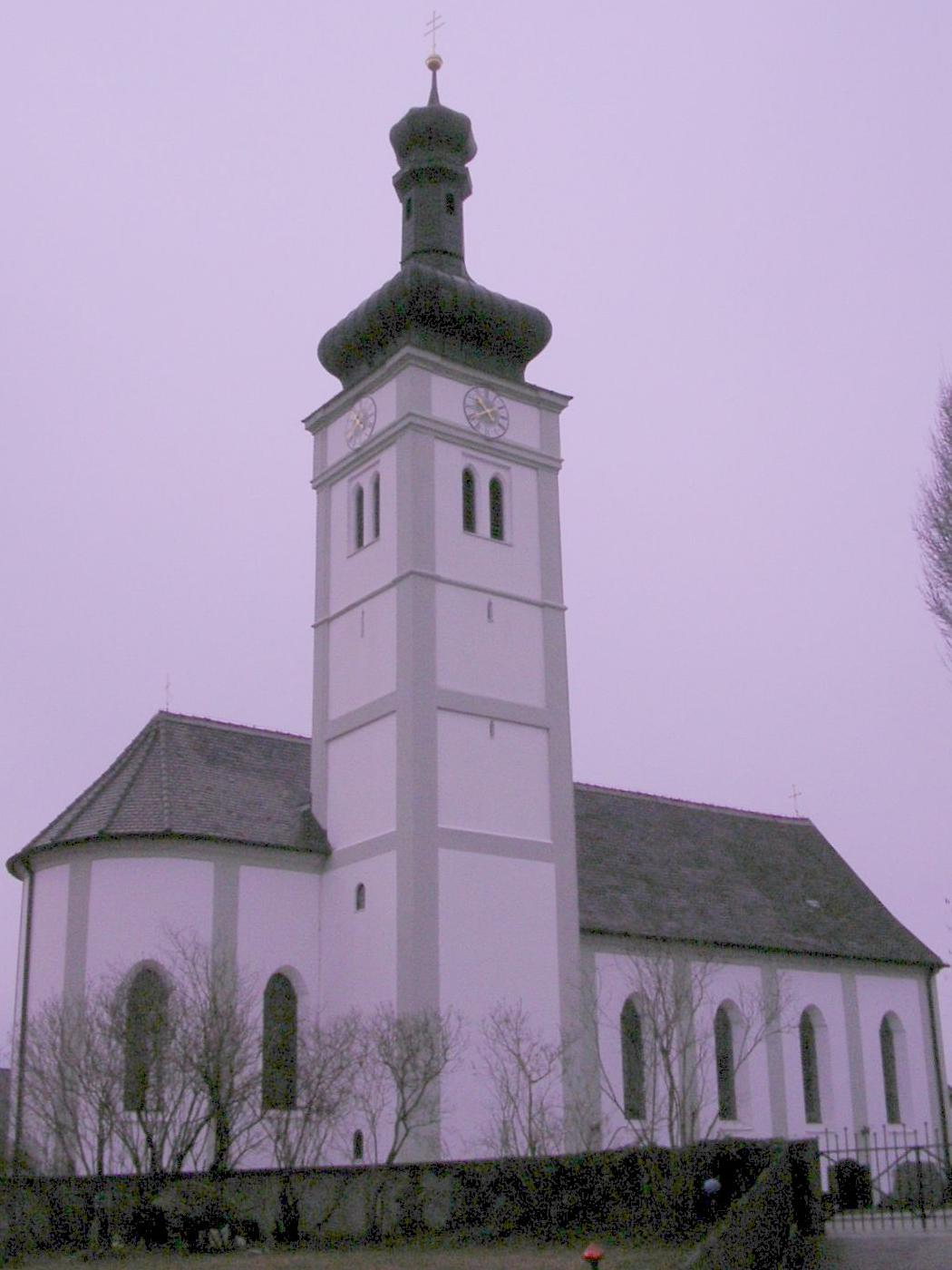
St. Michael